# No Fixed Address
No Fixed Address è l'ottavo album in studio del gruppo musicale rock canadese Nickelback, pubblicato nel 2014.

## Tracce
1. Million Miles an Hour – 4:10 (Chad Kroeger, Ryan Peake)
2. Edge of a Revolution – 4:03 (C. Kroeger, Peake, Mike Kroeger)
3. What Are You Waiting For? – 3:38 (C. Kroeger, Peake, Jacob Kasher, Gordon "Gordini" Sran)
4. She Keeps Me Up – 3:57 (C. Kroeger, Kasher, Josh Ramsay)
5. Make Me Believe Again – 3:33 (C. Kroeger, David Hodges)
6. Satellite – 3:57 (C. Kroeger, Peake, Ramsay, Hodges)
7. Get 'Em Up – 3:53 (C. Kroeger)
8. The Hammer's Coming Down – 4:24 (C. Kroeger, Peake, M. Kroeger)
9. Miss You – 4:02 (C. Kroeger, Peake, M. Kroeger)
10. Got Me Runnin' Round (featuring Flo Rida) – 4:05 (C. Kroeger, Kasher)
11. Sister Sin – 3:25 (C. Kroeger, Peake)

## Formazione
Gruppo
- Chad Kroeger - voce, chitarra
- Ryan Peake - chitarra, tastiere, cori
- Mike Kroeger - basso elettrico, cori
- Daniel Adair - batteria, cori

Altri musicisti
- Ali Tamposi – cori (traccia 4)
- Dave Martone – cori (traccia 7)
- Flo Rida – cori (traccia 10)
- Michael Sanders – chitarra (traccia 10)
- Natalie Cassidy – tromba (traccia 10)
- Steve Holtman – trombone (traccia 10)
- Dan Higgins – sassofono (traccia 10)
- Melanie Taylor, Kenna Ramsay – cori(traccia 10)

## Classifiche
| Classifica (2014) | Posizione raggiunta |
| ----------------- | ------------------- |
| Australia         | 3                   |
| Canada            | 2                   |
| Italia            | 18                  |
| Regno Unito       | 12                  |
| Stati Uniti       | 4                   |